# Crumenella
Crumenella is een geslacht van korstmossen dat behoort tot de orde Helotiales van de ascomyceten. De typesoort is Crumenella myricae. De familie is nog niet eenduidig bepaald (incertae sedis).

## Soorten
Volgens Index Fungorum telt het geslacht zeven soorten (peildatum februari 2022):
| Soortnaam                   | Auteur(s)                                                    | Publicatiejaar |
| --------------------------- | ------------------------------------------------------------ | -------------- |
| Cordierites acanthophorus   | Samuels & L.M. Kohn                                          | 1987           |
| Cordierites boedijnii       | W.Y. Zhuang                                                  | 1988           |
| Cordierites frondosus       | (Kobayasi) Korf                                              | 1971           |
| Cordierites guianensis      | Mont.                                                        | 1840           |
| Cordierites indicus         | (K.S. Thind, E.K. Cash & Pr. Singh) K.S. Thind & M.P. Sharma | 1983           |
| Cordierites muscoides       | Berk. & M.A. Curtis                                          | 1875           |
| Cordierites umbilicarioides | Möller                                                       | 1901           |